# Leptodactylus mystacinus
Leptodactylus mystacinus là một loài ếch trong họ Leptodactylidae. Tên gọi bản địa của nó là rana debigotes, meaning approximately "mustachioed frog".
Nó được tìm thấy ở Argentina, Bolivia, Brasil, Paraguay, và Uruguay. Các môi trường sống tự nhiên của chúng là các khu rừng ẩm ướt đất thấp nhiệt đới hoặc cận nhiệt đới, xavan ẩm, vùng đất có cây bụi nhiệt đới hoặc cận nhiệt đới, vùng cây bụi ẩm khu vực nhiệt đới hoặc cận nhiệt đới, vùng cây bụi nhiệt đới hoặc cận nhiệt đới vùng đất cao, vùng đồng cỏ ôn đới, đồng cỏ khô nhiệt đới hoặc cận nhiệt đới vùng đất thấp, đồng cỏ nhiệt đới hoặc cận nhiệt đới vùng ngập nước hoặc lụt theo mùa, hồ nước ngọt, hồ nước ngọt có nước theo mùa, vùng đồng cỏ, vườn nông thôn, các khu rừng trước đây bị suy thoái nặng nề, và ao. Nó không được xem là bị đe dọa theo IUCN.

## Hình ảnh

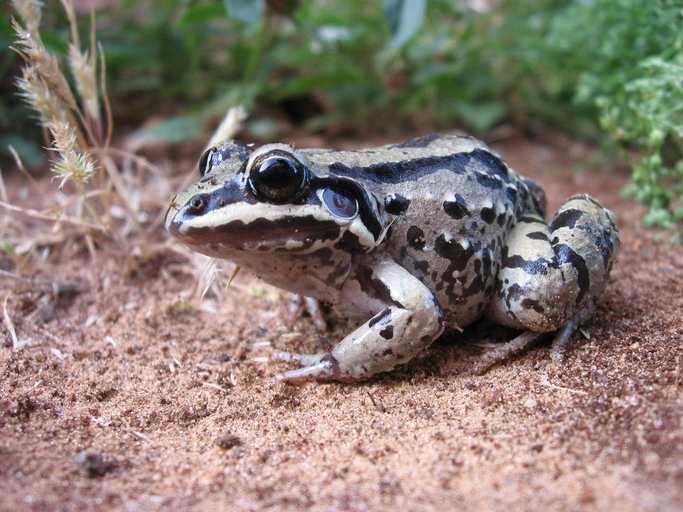
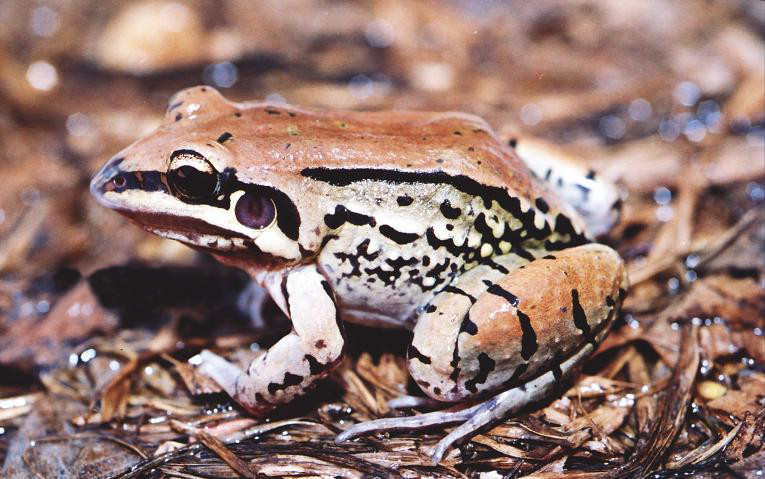
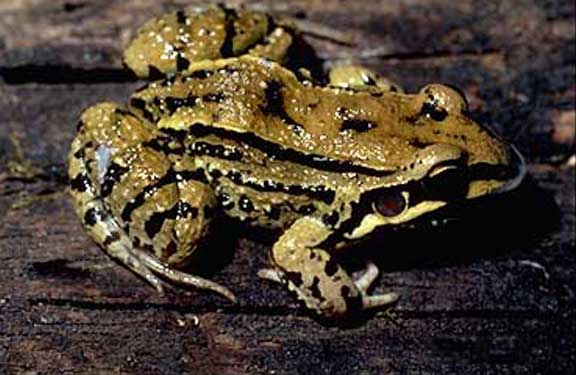
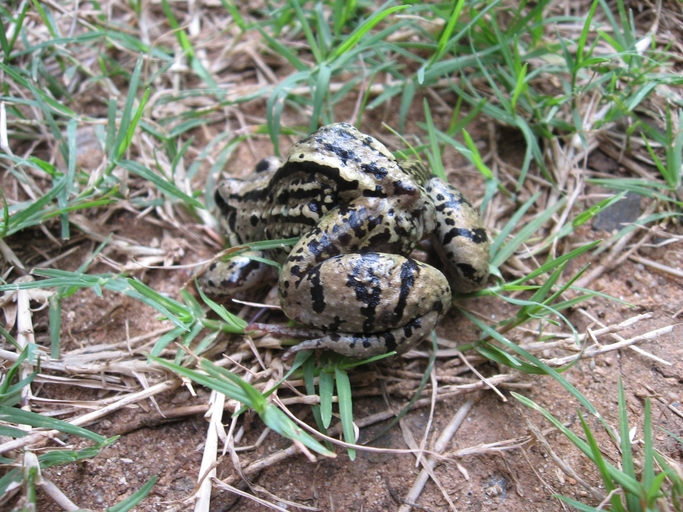